# Srivilailaksana
Srivilailaksana, công chúa của Suphanburi (tiếng Thái: ศรีวิไลยลักษณ์; RTGS: Siwilailak; 24 Tháng 7 năm 1868 - 26 tháng 10 năm 1904), là công chúa của Xiêm (Thái Lan sau này). Cô là một thành viên của Gia đình Hoàng gia Xiêm, con gái của Chulalongkorn, Vua Rama V của Xiêm, được sinh ra khi cha cô là người thừa kế đương nhiên.
Srivilailaksana là một trong số phó chủ tịch của Hội Unalom đỏ (sau này là Hội Chữ thập đỏ Thái) cùng với các công chúa khác.
Cô đã nhận được danh hiệu hoàng gia Krom cấp 4: Krom Khun Suphan Bhakavadi (dịch là Công chúa của Suphanburi; Thái:กรมขุนสุพรรณภาควดี). Cô qua đời một năm sau khi nhận được danh hiệu này. Lễ Hỏa táng Hoàng gia được tổ chức tại chùa Nivetthammapravat, trong khu vực của Cung điện Hoàng gia Bang Pa-In.

## Sinh
Công chúa Srivilailak là con gái lớn của vua Chulalongkorn (Rama V) Đại đế của Xiêm La và Chao Chom Manda Pae Bunnag (sau được tôn là Phu nhân (Chao Khun Phra) Prayuravongse), con gái của Chúa (Chao Phraya) Suravongs Vaiyavadhana (con trai của Somdet Chao Phraya Borom Maha Si Suriyawongse). Cô có hai người em gái:
- Công chúa Suvabaktra Vilayabanna (2 tháng 5 năm 1873 - 30 tháng 7 năm 1930)
- Công chúa Bandhavanna Varobhas (25 tháng 5 năm 1875 – 15 tháng 5 năm 1891)

Cô được sinh ra khi cha cô đang giữ danh hiệu người thừa kế đương nhiên ngôi vua của Xiêm; ông là hoàng tử Chulalongkorn, Thái tử Pinit Prajanadh và mẹ cô là Mẹ Pae. Cô được sinh ra bên ngoài Grand Palace, vì một truyền thống cổ xưa: mẹ cô đã không được phép sinh bên trong cung điện cho đến khi hoàng tử kế vị ngai vàng. Đặc quyền được sinh ra trong Grand Palace chỉ được dành cho con của nhà vua. Hoàng tử Chulalongkorn chuẩn bị nhà vườn Nanda Utayan gần cung điện cho Mẹ Pae ở.
Mẹ Pae sinh non vào tháng thứ bảy. Đứa bé vẫn còn trong túi ối nên các bác sĩ nghĩ rằng đứa bé đã chết. Vì vậy, các bác sĩ đưa túi ối vào trong một cái bình và thả chìm trong dòng sông theo truyền thống cổ xưa. Nhưng trước khi chìm, cha của Mẹ Pae, ông Phraya Suravongs Vaiyavadhana muốn biết đứa bé là hoàng tử hay công chúa. Vì vậy, ông xé túi ối ra, ngạc nhiên khi thấy đứa bé đang thở, và là một công chúa. Họ giúp chăm sóc đứa bé. Sau đó, người mẹ và công chúa được chuyển đến cung điện Suan Kularb, trong khu vực của Grand Palace.
Sau khi được sinh ra, cô đã giữ danh hiệu Mẹ Chao và danh hiệu của Đức Điện hạ. Khi cha cô thừa kế ngôi vua Xiêm từ ông nội của cô, vua Mongkut (Rama IV), cô đã được nâng danh hiệu thành công chúa và Điện hạ. Cô được đặt tên đầy đủ từ cha cô là Srivilailaksana Sundornsakdi Galyavadi (tiếng Thái: ศรีวิไลยลักษณ์ สุนทรศักดิกัลยาวดี). Mẹ cô, Mẹ Pae, được nâng thành Chao Chom Manda.

## Trách nhiệm Hoàng gia
Cô đã chăm sóc từng anh chị em, đặc biệt là các nàng công chúa trẻ, những người đang tiến gần đến tuổi trưởng thành. Theo truyền thống của cung điện, những nàng công chúa trẻ phải được theo dõi cẩn thận hơn.
Đối với các nhiệm vụ hoàng gia, cô là một trong những giám đốc điều hành Phó chủ tịch Hiệp hội đỏ Unalom, các tổ chức majorhumanitarian (sau này là Hội Chữ thập đỏ Thái), được thành lập bởi Nữ hoàng Savang Vadhana làm quan thầy mẹ. Và nữ hoàng Saovabha Phongsri được bổ nhiệm làm chủ tịch đầu tiên, và Thanpuying Plien Phasakoravong đóng vai thư ký xã hội. Cô từng là phó chủ tịch điều hành với các công chúa khác;
- Queen Sukhumala Marasri
- Công chúa Suddha Dibyaratana, Công chúa cúa Sri Ratanakosindra
- Công chúa Chandra Saradavara, the Çông chúa cúa Phichit
- Công chúa Yaovamalaya Narumala, Công chúa cúa Sawankalok
- Công chúa Ubolratana Narinaka, Công chúa Akaravorarajgalya
- Công chúa Saisavalibhirom, Công chúa Suddhasininat Piyamaharaj Padivaradda
- The Noble Consort (Chao Chom Manda) Kesorn cúa Vua Chulalongkorn

## tước hiệu hoàng gia có uy tín
Ngày 10 Tháng 1 năm 1903, trong dịp kỷ niệm lần thứ 35 của Vua Chulalongkorn lên ngôi. Cô đã được trao danh hiệu hoàng gia Krom Krom Khun Suphan Bhakvadi (dịch là Công chúa của Suphanburi).
Thông báo về danh dự, nhà vua nói công chúa, là người con gái rất đáng tin cậy của mình. Hơn nữa, nó là một thực tế nổi tiếng mà cô đã kiên định trong sự cống hiến của mình cho vua để mà Ngài sẽ được hưởng ân sủng và vinh quang. Khi cô đã yêu quý mỗi anh chị em, họ đã giúp để làm cho cô ấy một chiếc vòng cổ kim cương, và đưa nó cho cô ấy nhân dịp đặc biệt của cô nhận được danh hiệu hoàng gia.
Có những kỷ niệm tuyệt vời xung quanh thành phố, cùng với một cuộc triển lãm về cuộc đời mình và nhiệm vụ Hoàng gia công chúa Srivilailaksana. Một cuộc thi về gia đình hoàng gia đã được tổ chức tại các trường học trên toàn thành phố.

## Tử vong
Công chúa Srivilailaksana bị một căn bệnh khủng khiếp và qua đời vào ngày 26 Tháng 10 1904, ở tuổi chỉ 36. Khi cơ thể của cô nằm trong tiểu bang trong vòng Aisawan Dhiphya-Asana Pavilion, trong khuôn viên của các Bang Pa-In Cung điện Hoàng gia, tỉnh Ayutthaya đưa tang xúm xít quanh để tỏ lòng tôn kính cuối cùng của họ. Trong lễ tang lễ của cô, những người chị của mình, công chúa Chandra Saradavara, công chúa của Phichit bị bệnh và qua đời vào ngày 21 tháng 2 năm 1905, trong khi đi để tỏ lòng kính trọng của mình tại Bang Pa-In Cung điện Hoàng gia. Theo cuốn tiểu thuyết Bốn Reigns, "Di chuyển cơ thể một hoàng của con gái xuống đây, và di chuyển cơ thể khác một hoàng của con gái lên đó"...

## Tang lễ
Sau khi cô chết tại nơi cư trú của mình trong khu vực của Grand Palace. Vua Chulalongkorn đã ra lệnh cho các sĩ quan, đặt cơ thể của mình trong Sutthai Sawan Prasat Throne Hall, trong khuôn viên của Grand Palace. Cho đến ngày 14 tháng 2 năm 1905, cơ thể cô đã được chuyển đến Bang Pa-In Cung điện Hoàng gia bằng cách di chuyển từ Sutthai Sawan Prasat, thông qua Sakdichaiyasit Gate, thẳng đến ga xe lửa Samsen của. Và sau đó, các tàu di chuyển qua tỉnh Ayutthaya, nơi vua Chulalongkorn đã có một ngày trước khi cơ thể công chúa 'đạt Ayutthaya.
Thi thể của cô đã được đặt trong tiểu bang trong Aisawan Dhiphya-Asana Pavilion, một gian hàng được xây dựng ở giữa một cái ao, trong khuôn viên của các Bang Pa-In Royal Palace. Truyền thống tang lễ của hoàng gia ngày trở lại vào giai đoạn Ayyutthaya chịu ảnh hưởng của truyền thống Hindu ngàn tuổi của Ấn Độ đối xử với vua như hóa thân hay con cháu của các vị thần và lễ tích đức của Phật giáo. Lễ tang lễ ba ngày và nghi lễ chính thức bắt đầu vào ngày 17 tháng 2 năm 1905. Hoàng Hỏa táng lễ đã được tạo ra Đền atNivetthammapravat, trong khu vực của các cung điện, thực hiện bởi vua Chulalongkorn, và để tang của mỗi thành viên của gia đình hoàng gia. Sáng hôm sau, vua Chulalongkorn thu tro của con gái và được chuyển thành bảo tháp gần chùa.

## Titles
- Her Serene Highness Princess (Mom Chao) Srivilailaksana [Mom Chao Srivilailak]: ngày 24 tháng 7 năm 1868 – ngày 1 tháng 10 năm 1868
- Her Royal Highness Princess Srivilailaksana [Phra Chao Boromwongse Ther Phra Ong Chao Srivilailak]: ngày 1 tháng 10 năm 1868 – ngày 10 tháng 1 năm 1903
- Her Royal Highness Princess Srivilailaksana Sudornsakdi Galyavadi, the Princess of Suphanburi [Phra Chao Boromwongse Ther Phra Ong Chao Srivilailak Sunthornsak Kalayawadi Krom Khun Suphan Phakvadi]: ngày 10 tháng 1 năm 1903 – ngày 26 tháng 10 năm 1904

## Royal decorations
- Dame of The Most Illustrious Order of the Royal House of Chakri: received ngày 10 tháng 12 năm 1882
- Dame Cross of the Most Illustrious Order of Chula Chom Klao (First class): received ngày 26 tháng 11 năm 1893
- King Rama V's Royal Cypher Medal

## Ancestry
| Princess Srivilailaksana | Father: Chulalongkorn, King Rama V of Siam | Paternal Grandfather: Mongkut, King Rama IV of Siam      | Paternal Great-grandfather: Buddha Loetla Nabhalai, King Rama II of Siam   |
| Princess Srivilailaksana | Father: Chulalongkorn, King Rama V of Siam | Paternal Grandfather: Mongkut, King Rama IV of Siam      | Paternal Great-grandmother: Queen Sri Suriyendra                           |
| Princess Srivilailaksana | Father: Chulalongkorn, King Rama V of Siam | Paternal Grandmother: Queen Debsirindra                  | Paternal Great-grandfather: Prince Sirivongse, the Prince Matayabidaksa    |
| Princess Srivilailaksana | Father: Chulalongkorn, King Rama V of Siam | Paternal Grandmother: Queen Debsirindra                  | Paternal Great-grandmother: Mom Noi Sirivongs na Ayudhya                   |
| Princess Srivilailaksana | Mother: Chao Chom Manda Pae Bunnag         | Maternal Grandfather: Chao Phraya Suravongs Vaiyavadhana | Maternal Great-grandfather: Somdet Chao Phraya Borom Maha Sri Suriyawongse |
| Princess Srivilailaksana | Mother: Chao Chom Manda Pae Bunnag         | Maternal Grandfather: Chao Phraya Suravongs Vaiyavadhana | Maternal Great-grandmother: Klin Bunnag                                    |
| Princess Srivilailaksana | Mother: Chao Chom Manda Pae Bunnag         | Maternal Grandmother: Im Bunnag                          | Maternal Great-grandfother: unknown                                        |
| Princess Srivilailaksana | Mother: Chao Chom Manda Pae Bunnag         | Maternal Grandmother: Im Bunnag                          | Maternal Great-grandmother: unknown                                        |